# Clelia Lollini
Clelia Lollini (Roma, 1º maggio 1890 – Tripoli, 24 novembre 1963) è stata un medico italiana.

## Biografia
Nata a Roma il 1º maggio 1890, ultimogenita di Vittorio Lollini, avvocato e deputato socialista e di Elisa Lollini Agnini, femminista e giornalista.
Nel 1914 si laureò in medicina, specializzandosi subito dopo in chirurgia. 
Dal 1916 al 1918 prestò la sua opera presso l'Ospedale Militare di Venezia, con i gradi di Sottotenente Medico. 
Tornata alla vita civile si impegnò sia nella professione, occupandosi per qualche tempo sia di igiene e sessualità femminile nel campo professionale che in ambito sociale. 
Fu infatti tra le fondatrici del Medical Women's International Association, a New York nel 1919 il 25 ottobre 
Al suo ritorno fondò assieme a Myra Carcupino-Ferrari l'Associazione Italiana Donne Medico
Specializzatasi poi in tisiologia diresse dal 1930 al 38 il Consorzio Antitubercolare di Massa per poi trasferirsi a dirigere quello di Tripoli in Libia dove è morta nel 1963.